# Sergio Ceccotti
Sergio Ceccotti est un peintre italien né à Rome en 1935. Il vit et travaille à Rome.

## Biographie
Après avoir étudié à l'Internationale Sommerakademie für Bildende Kunst Salzburg (de) (Salzbourg) sous la direction d’Oskar Kokoschka, il suit les cours de dessin de l’Académie de France à Rome de 1956 à 1961.
Dans les années 1950 et 1960, le travail de Sergio Ceccotti se situe dans la lignée du cubisme, de Giorgio De Chirico à qui il a été comparé et, surtout, de l’expressionnisme allemand. Il se sent alors très proche des maîtres de la Nouvelle Objectivité avec qui il a engagé une correspondance intellectuelle, notamment Otto Dix, Conrad Felixmüller et Ludwig Meidner.
Au début des années 1960, l’influence du film noir et de la bande dessinée américaine modifie sa peinture dans un sens plus narratif. L’utilisation des codes du film noir rend le réel plus incertain et la lecture des comics strips lui permet d’agencer un maximum d’objets picturaux dans un minimum d’espace. À partir de cette date, sa peinture est régulièrement montrée dans des galeries italiennes et françaises ainsi que dans nombre de musées européens.
Ses gravures ont été publiées dans des ouvrages à tirage limité de poètes français et italien comme Jacques Baron, Georges-Emmanuel Clancier, Jean-Pierre Biondi et Giorgio Vigolo. Il a aussi illustré des livres et réalisé des couvertures pour l’écrivain surréaliste Philippe Soupault qui a préfacé un catalogue d’exposition sur son œuvre en 1980 sous le titre, L’Insolite quotidien. Le portrait de l’écrivain exécuté par Sergio Ceccotti a fait partie de l’exposition, Philippe Soupault, le surréalisme et quelques amis au musée du Montparnasse en 2007.
L’œuvre de Sergio Ceccotti reflète les paradoxes et les angoisses des métropoles contemporaines, en proposant une représentation globale de toutes sortes d’éléments hétérogènes : roman-photo, films d'Alfred Hitchcock, médias, littérature de genre et romans contemporains, histoire de l’art et flash infos. Son art révèle une vision métaphysique, sociologique et mystérieuse du quotidien.
En 2014, le musée de la villa Torlonia lui a consacré une grande exposition rétrospective, La Vita enigmistica, montrant plus de quatre-vingt peintures des années 1958 à 2014 dans l’édifice du Casino des Princes à Rome. En 2018, le Palais des expositions de Rome célèbre les soixante années d’activité du peintre en organisant l’exposition Sergio Ceccotti. Il romanzo della pittura 1958-2018 sous le commissariat de Cesare Biasini Selvaggi.
Sergio Ceccotti est référencé dans le Bénézit (éd. française 1999, tome III, p. 397 et anglaise 2006, vol. III, p. 648) ainsi que dans le Allgemeines Künstlerlexikon, 1997 (vol.17, p. 446).

## Expositions personnelles (sélection)
- 1977 : galerie Liliane François, Paris
- 1979 : galerie Liliane François, Paris
- 1985 : galerie Jan de Maere, Bruxelles
- 1987 : Galleria Comunale d'Arte Contemporanea, Arezzo
- 1988 : galerie Jan de Maere & Ozenne, Paris
- 1990 : galerie Alain Blondel, Paris
- 1992 : galerie Alain Blondel, Paris
- 1993 : Upplands Konstmuseum, Uppsala
- 2000 : La Musique du temps, galerie Alain Blondel, Paris
- 2003 : Cloître des Cordeliers, Tarascon
- 2004 : Galleria d'Arte Moderna e Contemporanea, Anticoli Corrado
- 2006 : Roman parisien, galerie Alain Blondel, Paris
- 2009 : Soupçon, galerie Alain Blondel, Paris. Galeria Tondinelli, Rome
- 2010 : Las Colores de la vida, Centro Cultural Borges, Buenos Aires
- 2013 : Histoires sans histoire, galerie Alain Blondel, Paris
- 2014 : La vita enigmistica, Musei di Villa Torlonia – Casino dei Principe, Rome. Capolinea 19, La Stellina Arte Contemporanea, Rome. Lumières. Dolci malinconie, Galleria Elle Arte, Palerme
- 2018: Sergio Ceccotti. Il romanzo della pittura 1958-2018, Palais des Expositions, Rome
- 2024: Sergio Ceccotti. Temps de mystères, Galerie Jean-Marie Oger, Paris

## Expositions collectives (sélection)
- 1971-1975 : Salon de la jeune peinture, Paris
- 1974 : Le Mythe de la Société Moderne vue à travers la machine, galerie la Passerelle Saint-Louis, Paris
- 1979 : Ville Matrice, Ville Matricule, galerie Pierre Lescot, Paris
- 1983 : Tel peintre, Quels maîtres ?, galerie ABCD, Paris
- 1985 : L’Italie d’aujourd’hui - Italia oggi, CNAC Villa Arson, Nice
- 1988 : Signes, schémas, images, Acropolis, Nice. Reality, Artemis gallery, Bruxelles
- 1989 : Regards sur la Révolution française, galerie Liliane François, Paris
- 1990 : Collection Liliane François, Centre d’arts plastiques, Royan
- 1997 : Philippe Soupault, l’inconnu, l’amour, la poésie, Bibliothèque nationale, Paris
- 2003 : Futuro Italiano, Parlement Européen, Bruxelles. Geografie del mistero. Metafisica, dada, surrealismo - Il Narciso, galleria d´arte contemporanea, Rome. Cuore Selvaggio, galleria Annovi, Sassuolo
- 2005 : Pittori figurativi italiani nella seconda metà del XX secolo, Fondo Mole Vanvitelliana, Ancona
- 2006 : Sinfonia urbana - Echi dalla città, Il Narciso, galleria d´arte contemporanea, Rome
- 2007 : Philippe Soupault, le surréalisme et quelques amis, Musée de Montparnasse, Paris
- 2008 : Love, Palazzo Ducale, Genoa
- 2011 : Ah, che rebus – Cinque secoli di enigma fra arte e gioco in Italia, Istituto Nazionale per la Grafica, Rome
- 2012 : 54. Biennale di Venezia, Padiglione Italia, Regione Lazio, Museo Nazionale del Palazzo di Venezia, Rome
- 2016 : Still life – Style of life, Jean-Marie Oger, Paris

## Collections publiques et privées (sélection)
Galerie nationale d'Art moderne et contemporain, Rome  ; Musées du Vatican - collection d'art religieux moderne ; Galleria d’Arte Moderna, Bologna ; Galleria Comunale d’Arte Contemporanea, Arezzo ; Pinacoteca “C. Barbella”, Chieti ; Civica Pinacoteca, San Gimignano ; Galleria Civica d’Arte Moderna, Santhià ; Museo del Pattinaggio, Finale Emilia ; Bibliothèque nationale, Paris ; Bibliothèque littéraire Jacques-Doucet, Paris ; Staatliches Museum Lindenau, Altenburg ; Museo Renato Guttuso, Bagheria ; Banca d’Italia, Rome ; Banca Nazionale del Lavoro, Rome ; La Compagnie financière Edmond de Rothschild, Paris ; Bulgari, Rome ; Provincia Regionale di Palermo; Università degli studi di Palermo, polo museale.